# Maria Wirtemberska
Maria Wirtemberska, nascuda Maria Anna Czartoryska, duquessa von Würtemberg-Montbéliard; altres formes del cognom: de Wirtemberg; Wirtembergska; Würtemberska; von Württemberg, pseudònim: La Princesse W *** , (nascuda el 15 de març de 1768 a Varsòvia, Confederació de Polònia i Lituània, morta el 21 d'octubre de 1854 a París, Regne de França) fou una aristòcrata, novel·lista, salonnière escriptora de comèdies, poetessa i filantropa polonesa.

## Biografia
Nascut en el matrimoni d'Adam Kazimierz Czartoryski (general de la regió de Podòlia) i Isabela Czartoryska, no obstant això, el seu veritable pare era (molt probablement) el rei Estanislau August Poniatowski, que era l'amant d'Izabela. Maliciós fins i tot la va anomenar "Ciołkówna" per de l'escut de Poniatowski.Inicialment, va ser criada a Varsòvia al Palau Blau. El 1782, Czartorscy es va traslladar a Puławy. A casa seva va rebre una completa formació. A més de Madeleine Petit (institutriu francesa), la van ensenyar, entre d'altres, F. Karpiński (1782/1783), F. D. Kniaźnin (des del 1783), J. Koblański, S. L'Huillier i J.P. Norblin.
El 28 d'octubre de 1784 es va casar a Siedlce amb el príncep de Württemberg Frederick Ludwik Würtemberg-Montbéliard, relacionat amb les famílies governants de Prússia (nebot del rei Frederic el Gran) i Rússia (germà de la Gran Duquessa, després tsarina, Maria Fiódorovna). Tres mesos després (gener de 1785), els nuvis marxaren cap a Berlín i, després, a Montbéliard, per instal·lar-se finalment al castell de Trzebiatów, a Pomerània. Al cap de 3 anys (1788) tornaren a Polònia, i el 1789 el príncep obtingué un indygenat i la nominació com a major general, comandant de la divisió de Małopolska de l'Exèrcit de la Corona. Com a líder de l'exèrcit lituà en la guerra amb Rússia el 1792, va simular una malaltia i es va mantenir inactiu a favor de Prússia i Rússia, la qual va contribuir principalment a perdre la guerra. Quan el príncep va trair la Confederació, aviat va abandonar el seu territori. Maria Wirtemberska ja havia iniciat els procediments de divorci (maig de 1792), durant un temps va romandre al convent de les Germanes del Sant Sagrament de Varsòvia. Aquest matrimoni va acabar en divorci a l'octubre de 1793. El príncep va acceptar divorciar-se sempre que li donés el seu únic fill, llavors de 2 anys, Adam Karol Wilhelm (nascut el 16 de gener de 1792), a qui va criar amb esperit d'hostilitat a Polònia. Per a Maria, els anys 1791-1796, es va construir el palau de Marynka, segons el disseny de Piotr Aigner.
Després del divorci, Maria Wirtemberska es va quedar més sovint a Varsòvia, del 1798 al 1804 va passar l'hivern a Viena i l'estiu a Puławy, Sieniawa o Karlsbad (1796). Després de la Tercera Partició de Polònia, va començar a crear un museu de records nacionals a Puławy. Es va interessar per la meravellosa ubicació del poble de Pilica i el va comprar. Va reorganitzar el parc fundat per propietaris anteriors i va erigir-hi un palau i una església catòlica. El parc de Pilicki va depassar en fama el d'Arkadia a prop de Nieborów (propietat de Radziwiłłowa) i el jardí de Powązki (propietat de la seva mare) i era famós a l'estranger. Franciszek Lessel era el mandatari d'aquests béns. Juntament amb la seva mare, va dur a terme activitats filantròpiques i educatives entre els camperols. Va ser objecte d'adoració sentimental de diverses figures conegudes, entre elles Ludwik Kropiński, Tadeusz Matuszewicz i Jan Maksymilian Fredro. Maria Wirtemberska tenia un sentiment similar envers el príncep Józef Poniatowski.
Després de la Revolta de Novembre, es va estar a Galítsia. El 1837, s'instal·là definitivament a París a casa del seu germà, el príncep Adam Jerzy. Va morir a París.

## Creativitat
Els anys 1808-1816 va dirigir un saló literari a Varsòvia (dissabtes blaus), freqüentat, entre d'altres, per Julian Ursyn Niemcewicz. Va participar en les reunions de la Towarzystwo Iksów. És autora de la novel·la Malwina, czyli domyślność serca(creada el 1813), considerada la primera novel·la psicològica i moral polonesa. Abandonà la seva pròpia obra literària després de 1820.

## Galeria

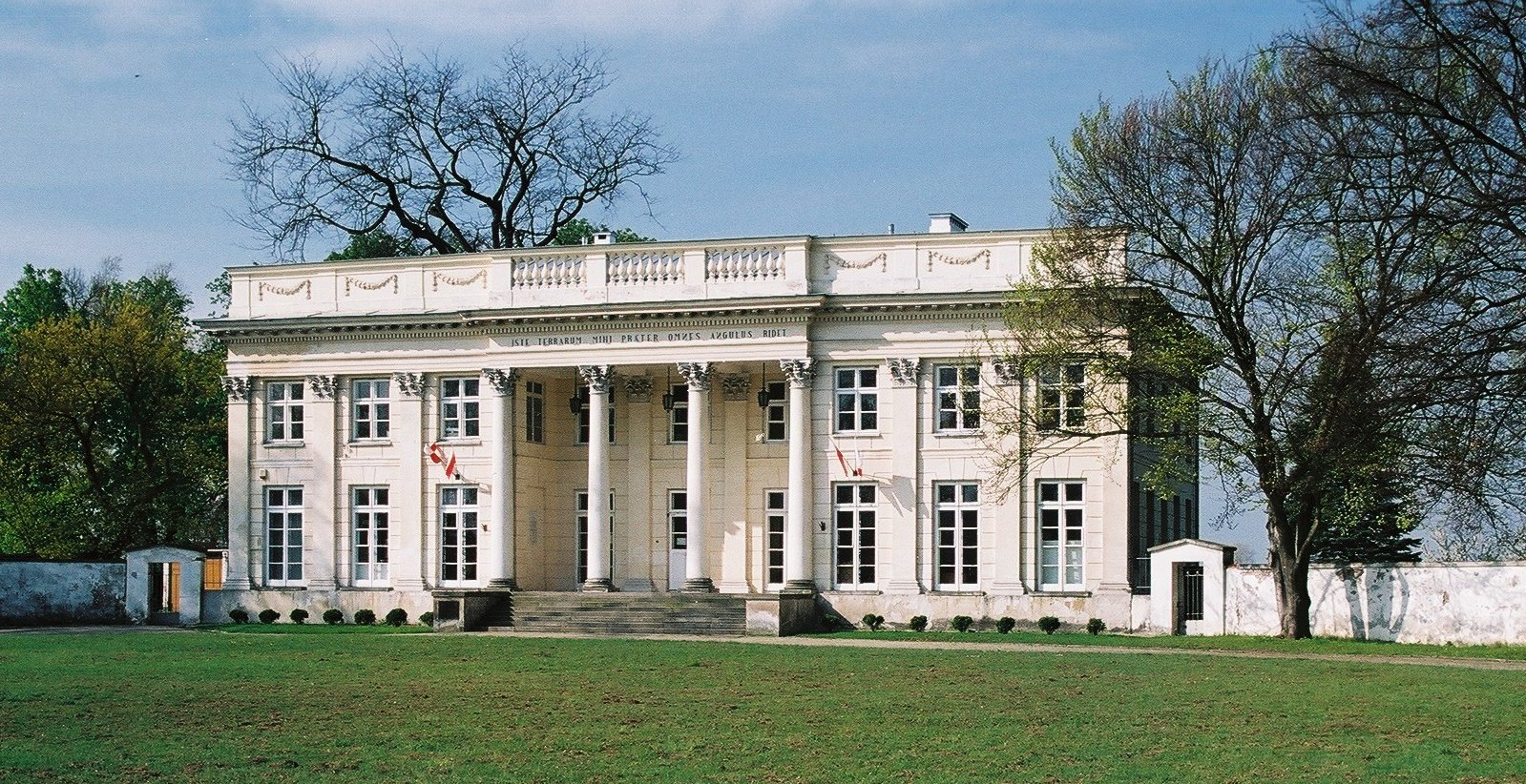
El palau de Marynka a Puławy, fou construït per a Maria pels seus pares.
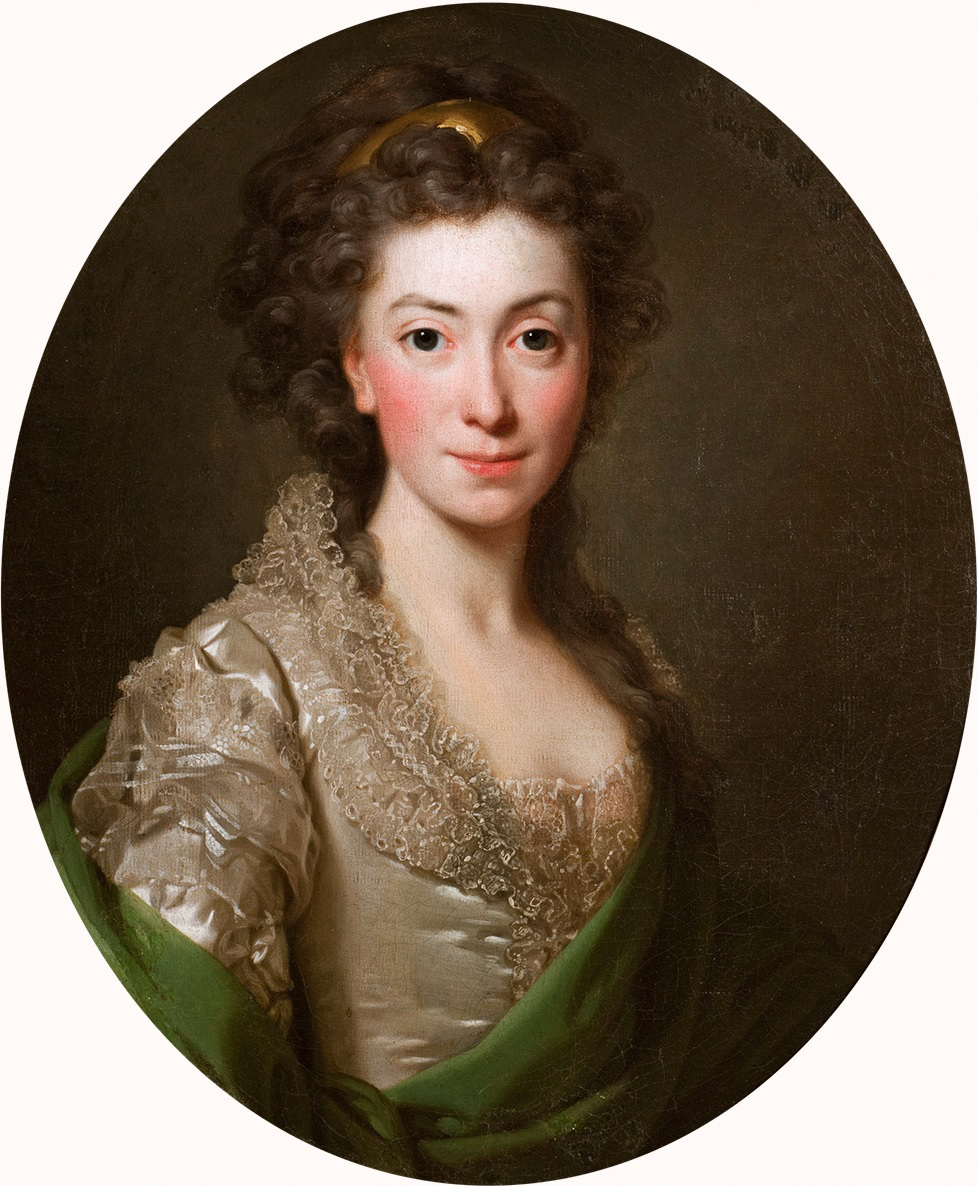
Isabela Czartoryska, mare de Maria
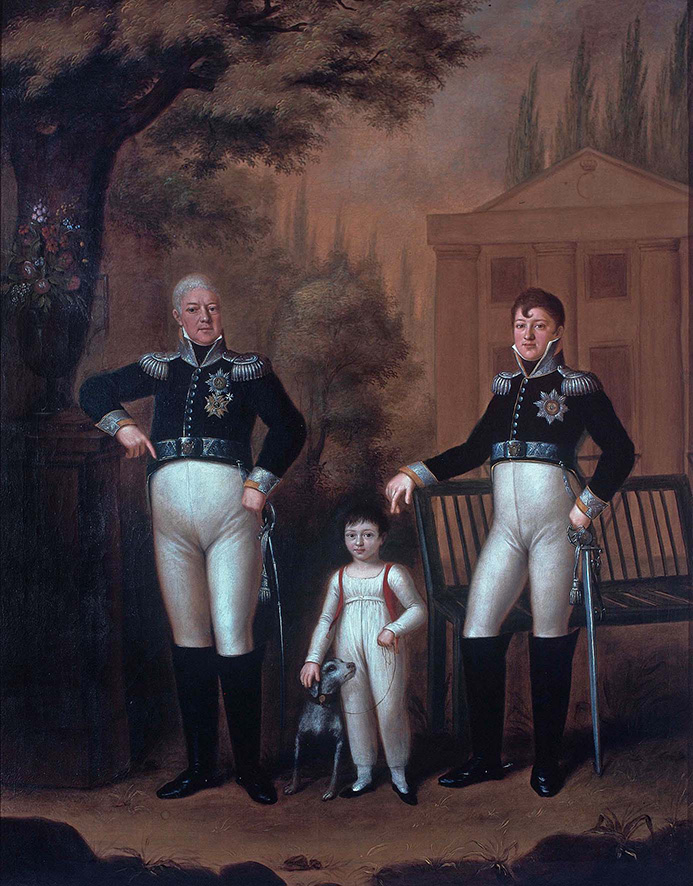
El duc Lluís de Württemberg, 1800
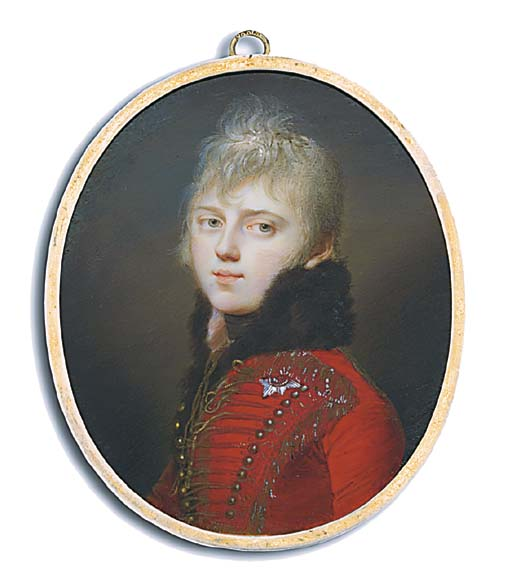
El duc Adam de Württemberg, fill de Maria. Retrat de Johann Dominik Bossi, 1805